# La Vernia
La Vernia is een plaats (city) in de Amerikaanse staat Texas, en valt bestuurlijk gezien onder Wilson County.

## Demografie
Bij de volkstelling in 2000 werd het aantal inwoners vastgesteld op 931.
In 2006 is het aantal inwoners door het United States Census Bureau geschat op 1168, een stijging van 237 (25,5%).

## Geografie
Volgens het United States Census Bureau beslaat de plaats een oppervlakte van
5,0 km², geheel bestaande uit land. La Vernia ligt op ongeveer 143 m boven zeeniveau.

## Plaatsen in de nabije omgeving
De onderstaande figuur toont nabijgelegen plaatsen in een straal van 24 km rond La Vernia.